# Lago di Ghirla
Der Lago di Ghirla ist ein See auf dem Gemeindegebiet von Valganna in der Lombardei.

## Geographie
Der See befindet sich zwischen den großen schweizerisch-norditalienischen Seen Lago Maggiore und Lago di Lugano, im Dreieck der Städte Luino, Varese und Lugano (Tessin, Schweiz). Er liegt eingebettet in eine dicht bewaldete voralpine Landschaft am Fuße des Monte Piambello (1129 m ü. M.). Zusammen mit dem deutlich kleineren Lago di Gamma gehört er zum Flusssystem der Margorabbia. Der Ortsteil Ghirla liegt direkt am Ufer des Sees. Am gegenüberliegenden Seeufer befindet sich der Campingplatz 3 Lago mit ausgedehnter Liegewiese. Hoch über dem östlichen Steilufer liegt auf 736 m ü. M. das Bergdorf Boarezzo.

## Galerie

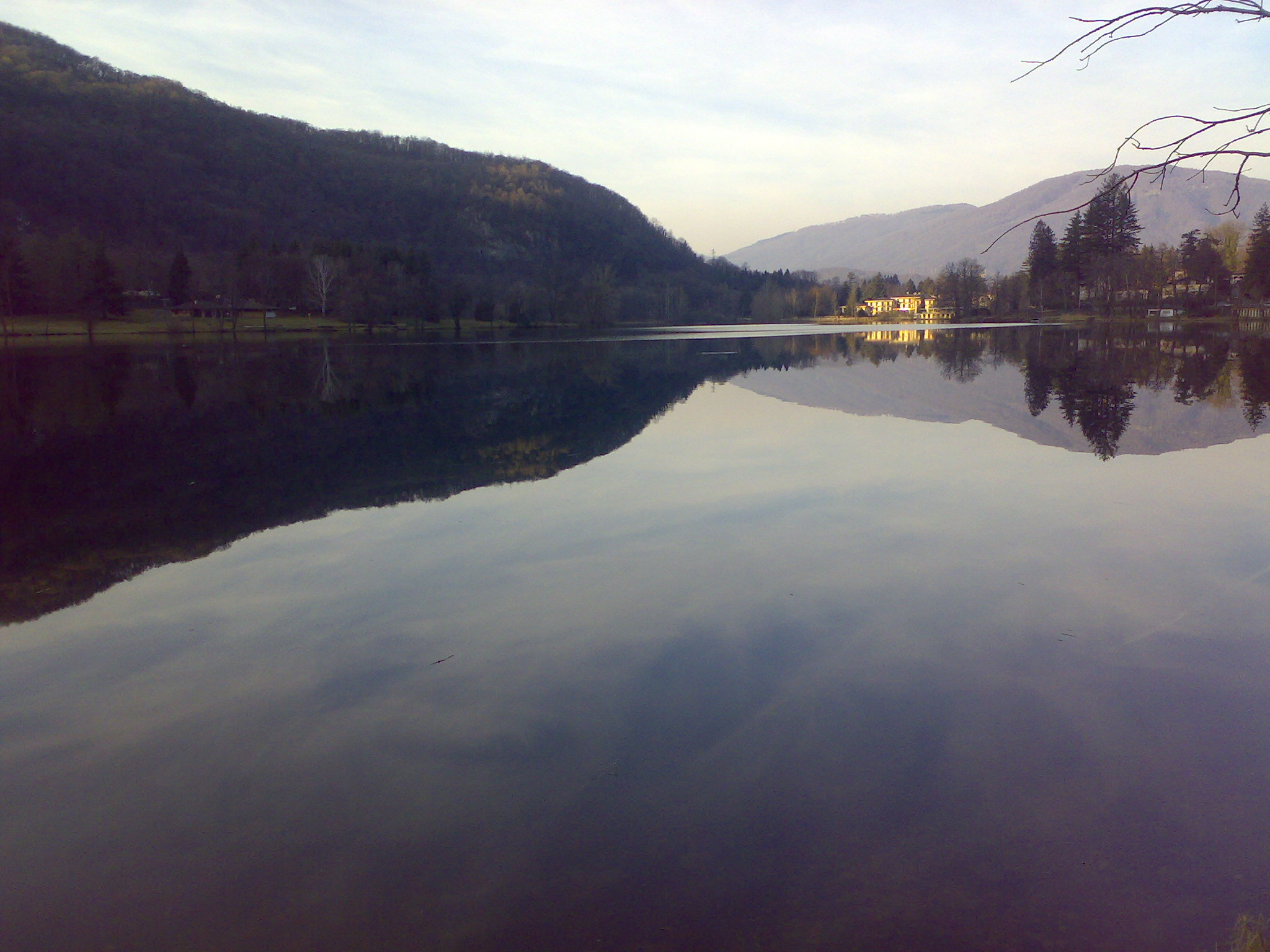
Blick nach Norden, 2007
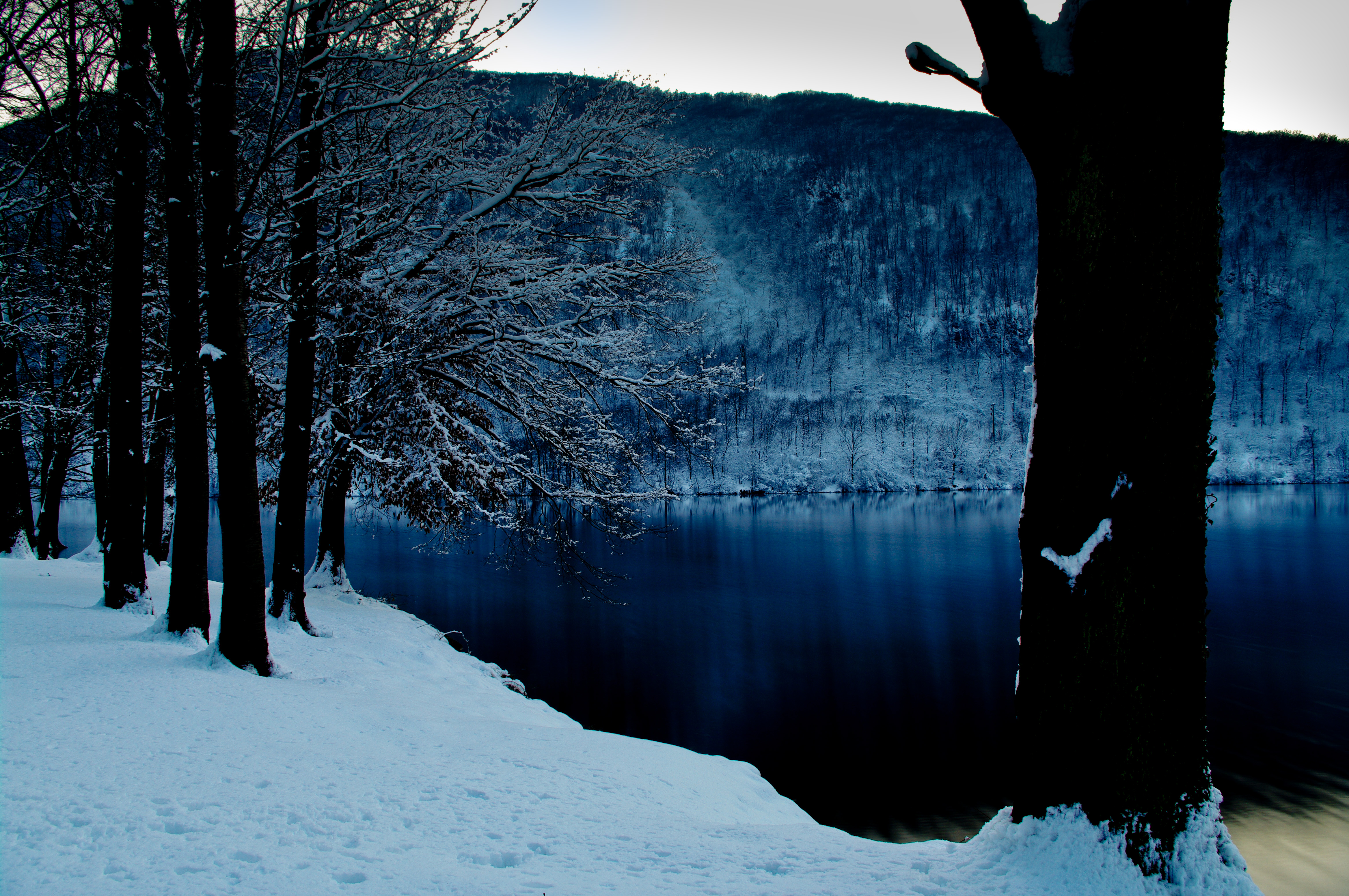
Winter am Lago di Ghirla, 2008
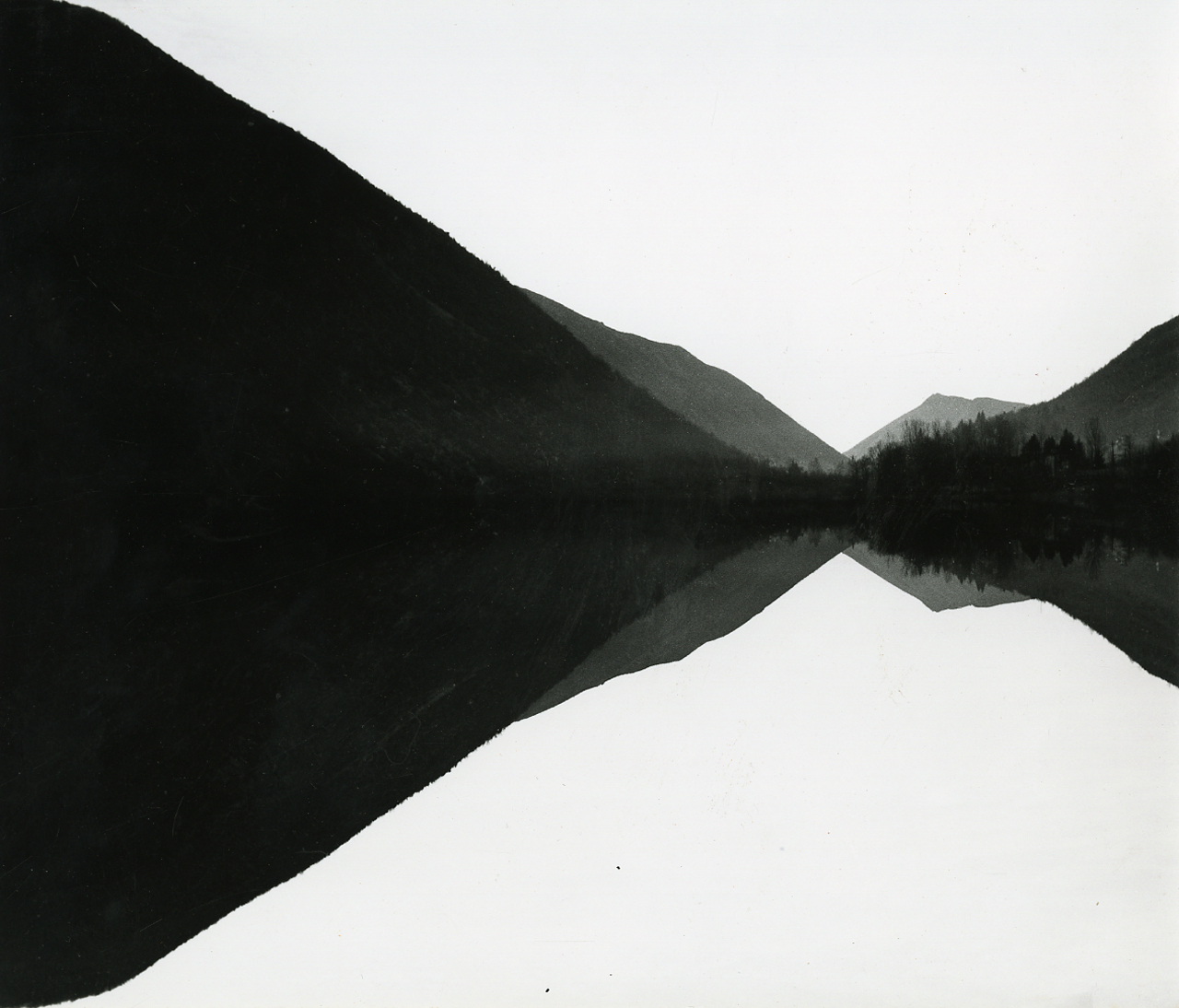
Aufnahme des Kunstfotografen Paolo Monti, 1955